# 小国城 (越後国)
小国城（おぐにじょう）は、新潟県長岡市小国町小国沢・太郎丸にあった日本の城（平城・居館）。越後国刈羽郡小国保を拠点とした小国氏発祥の地とされる。行政上の遺跡（埋蔵文化財包蔵地）としては同町太郎丸の小国氏居館推定地を指すが、同町楢沢の小国沢城（小松入城・菅沼城）単体を「小国城」と呼ぶ場合や、あるいは小国氏居館・小国沢城と、周囲の山城群を一括して「小国城」とする意見がある。

## 概要
小国氏は、鎌倉時代前期の御家人・小国頼連を家祖とし、現在の長岡市小国町域にあたる刈羽郡小国保を領有した。
小国氏居館（小国城）の位置は正確には解っていないが、渋海川の支流・小国沢川左岸の段丘上に所在し、木喰作の仁王像（市指定有形文化財）があることで知られる曹洞宗寺院・真福寺境内を中心とする付近と推定されている。行政上の遺跡（埋蔵文化財包蔵地）としても同地が「小国城跡」として設定されている。
1983年（昭和58年）当時の刈羽郡小国町の広報誌コラムでは、真福寺の東方に位置する山城・小国沢城（小松入城・菅沼城とも）を「小国城」と呼称して解説しつつ、現在の真福寺を小国氏居館推定地と考察しているが、その根拠として、小国沢城に近く有事の際の連絡が容易であること、山麓にありつつ要害性を有した地形であること、「太郎丸」という城郭の主要な曲輪を連想させる地名を持つこと、を挙げている。また、同書では、小国沢城を含めた真福寺の小国氏居館を中心とする半径2キロメートルの範囲内に、小国氏関連の複数の山城群（小栗山城・猿橋城・法坂城・諏訪井城等）が存在することを挙げ、これらと小国氏居館を一体として「小国城」と捉えることも出来るとしている。
なお、小国沢川を挟んで北岸に位置する「延命寺が原」には延命寺城があったとされ、こちらのも小国氏居館と考えられており、現在「小国氏発祥の地の碑」が建っている。
小国城（小国氏居館）は、小国氏の移転後には新保氏が入ったが、新保氏も後に小千谷地方へ移転したと伝わる。